# Kazuaki Tasaka
Kazuaki Tasaka (* 3. srpna 1971) je bývalý japonský fotbalista.

## Reprezentační kariéra
Kazuaki Tasaka odehrál 7 reprezentačních utkání. S japonskou reprezentací se zúčastnil Copa América 1999.

## Statistiky
| Japonsko | Japonsko | Japonsko |
| Roky     | Záp.     | Góly     |
| -------- | -------- | -------- |
| 1995     | 4        | 0        |
| 1996     | 0        | 0        |
| 1997     | 0        | 0        |
| 1998     | 0        | 0        |
| 1999     | 3        | 0        |
| Celkem   | 7        | 0        |